# 三斑宅泥魚
三斑宅泥魚，又稱三斑圓雀鯛，俗名為厚殼仔、三點白，為輻鰭魚綱鱸形目隆頭魚亞目雀鯛科的其中一種。

## 分布
本魚分布於印度太平洋區，包括東非、馬達加斯加、紅海、馬爾地夫、印度、斯里蘭卡、日本、台灣、中國大陸、菲律賓、越南、泰國、印尼、馬來西亞、澳洲、所羅門群島、斐濟群島、馬紹爾群島、密克羅尼西亞、馬里亞納群島、法屬玻里尼西亞、夏威夷群島、東加、萬那杜、諾魯等海域。

## 深度
水深1~55公尺。

## 特徵
本魚體呈圓形而側扁，幼體呈黑褐色，頭頂正中有一白色圓斑，體側在第七至第九背鰭棘下方的側線上亦有一珠白色圓斑。成魚體呈暗褐色，上述白斑則消失，背鰭鰭條後半部及胸鰭顏色淡，其他各鰭黑色。吻短而鈍圓。口中型；兩頜齒小而呈圓錐狀，靠外緣之齒列漸大且齒端背側有不規則之絨毛帶。背鰭硬棘12枚、背鰭軟條14~16枚、臀鰭硬棘2枚、臀鰭軟條14~15枚。體長可達15公分。

## 生態
本魚幼魚常和海葵共生，其對海葵的刺細胞已有免疫，成魚則成群地在礁石突出處或大石塊附近活動。屬雜食性，以藻類及動物性浮游生物為食。領域性極強，在警戒或交配時，體色會轉變成灰白色。

## 水族飼養
在幼鱼时期，除了喜欢联群围绕角珊瑚生活之外，还会与海葵共生。它们的生长速度算是快速，只要体型稍为长大，它们会越来越大胆，在大魚缸裡，可生長到14厘米長。喜歡大魚的人會選擇飼養一對細小的三點白，觀察它們長大。

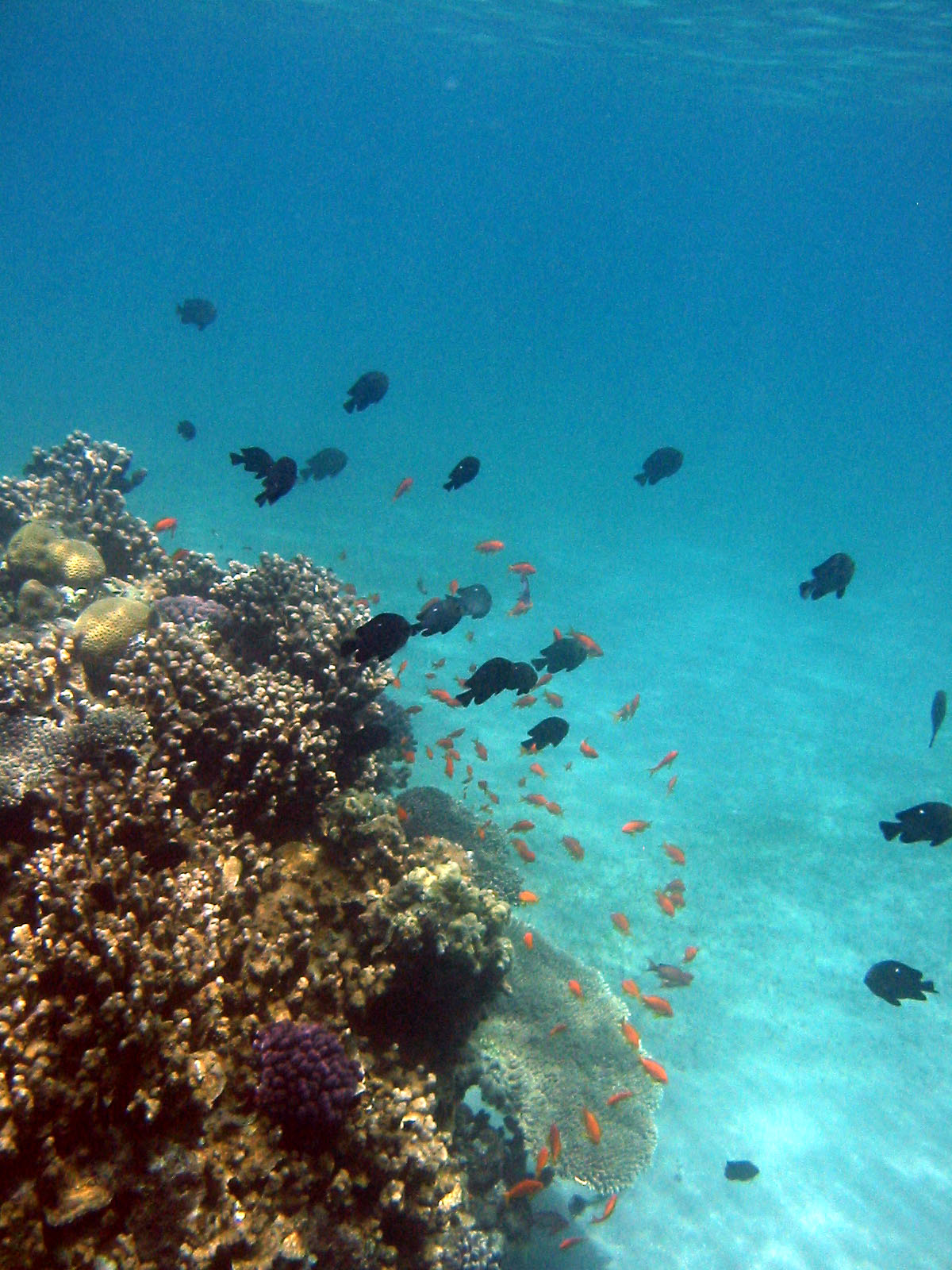
三斑宅泥魚和花鱸科魚類成群出現在埃及塔巴地區
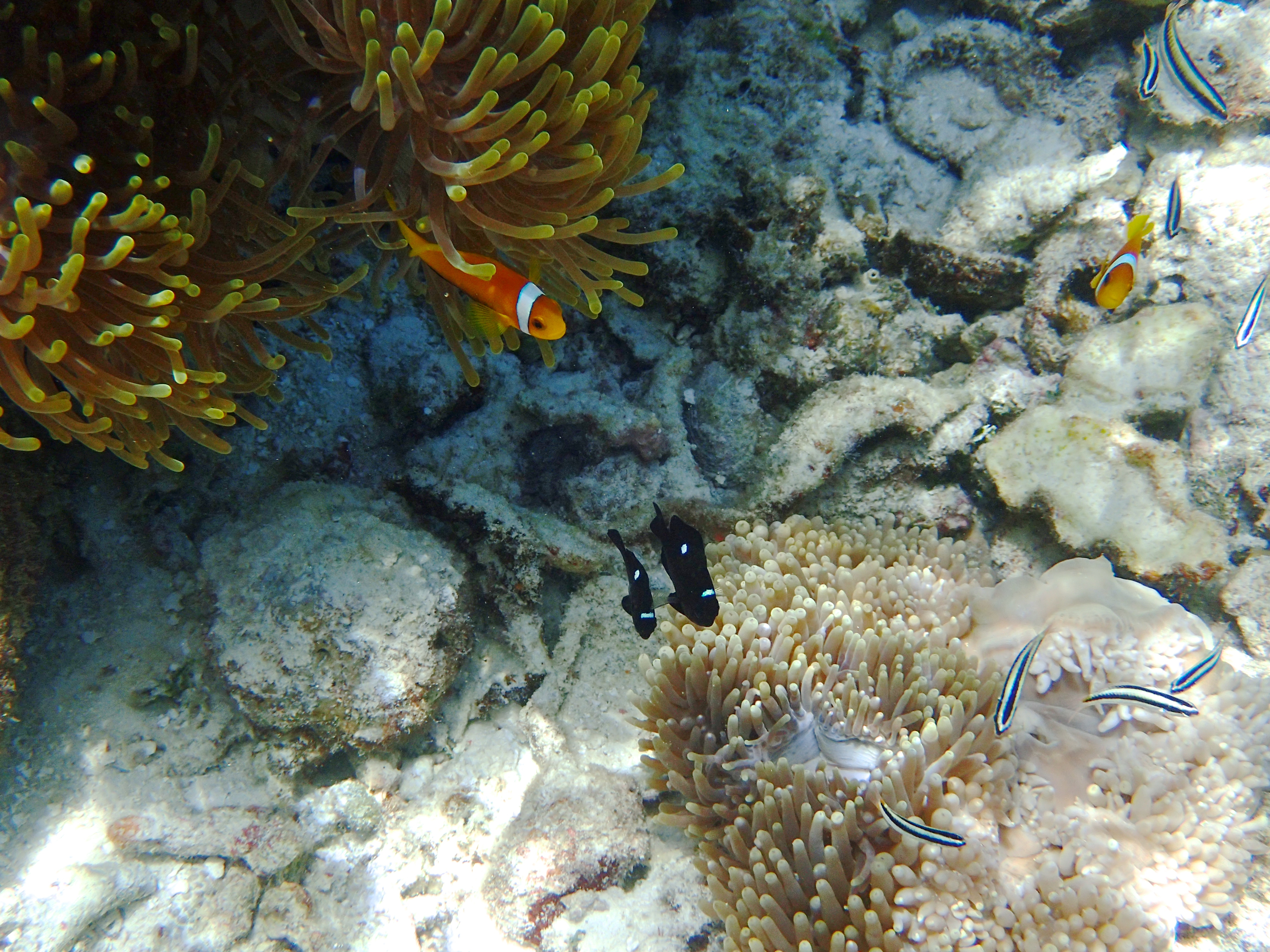
在馬爾地夫出現的一對三斑宅泥魚稚魚
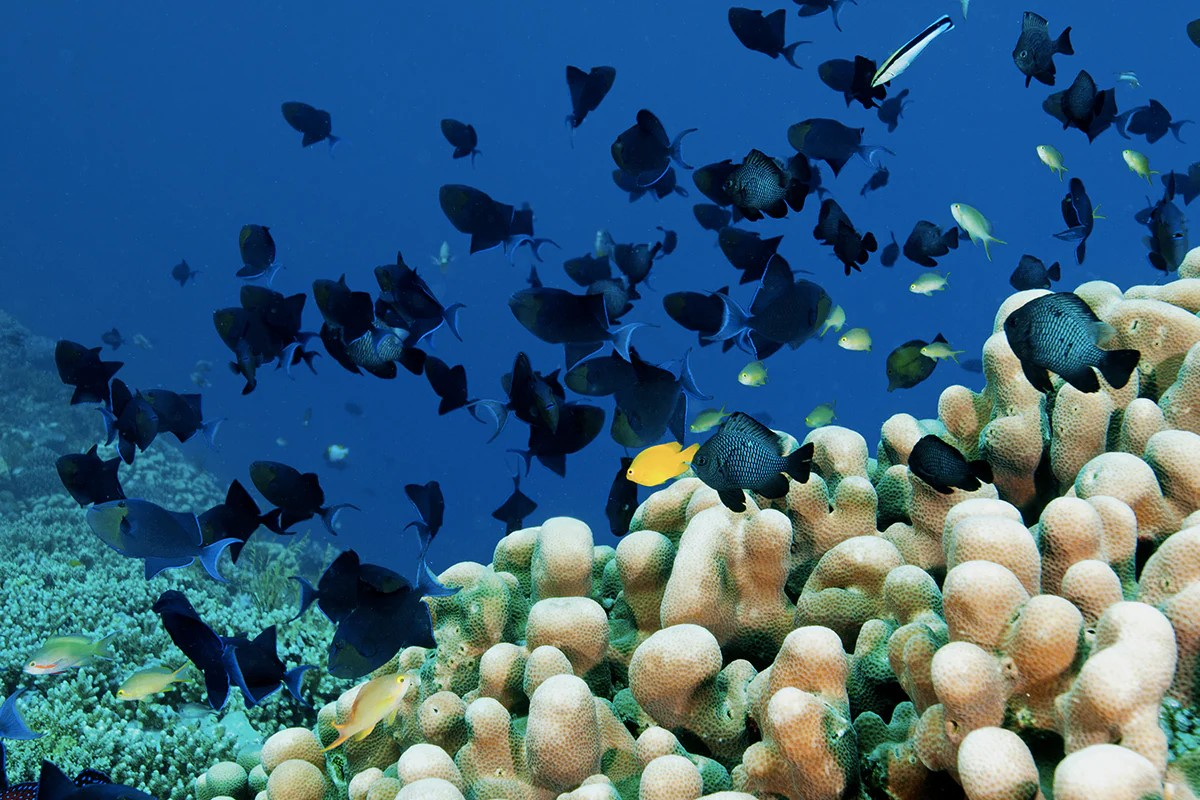
一群三斑宅泥魚在印尼蘇拉威西的 瓦卡托比國家公園

## 經濟利用
為可愛的觀賞魚，尤其是小魚躲在海葵觸手中，相當可愛，很少人食用。